# Coop Pank
Die Coop Pank A.S. ist eine estnische Bank mit Sitz in Tallinn.
Die Coop Pank wurde 1992 als Eesti Krediidipank gegründet. Dieser Name der Firma wurde bis 2017 beibehalten. Die Aktien der Coop Pank sind seit Dezember 2019 an der Nasdaq Tallinn notiert. 

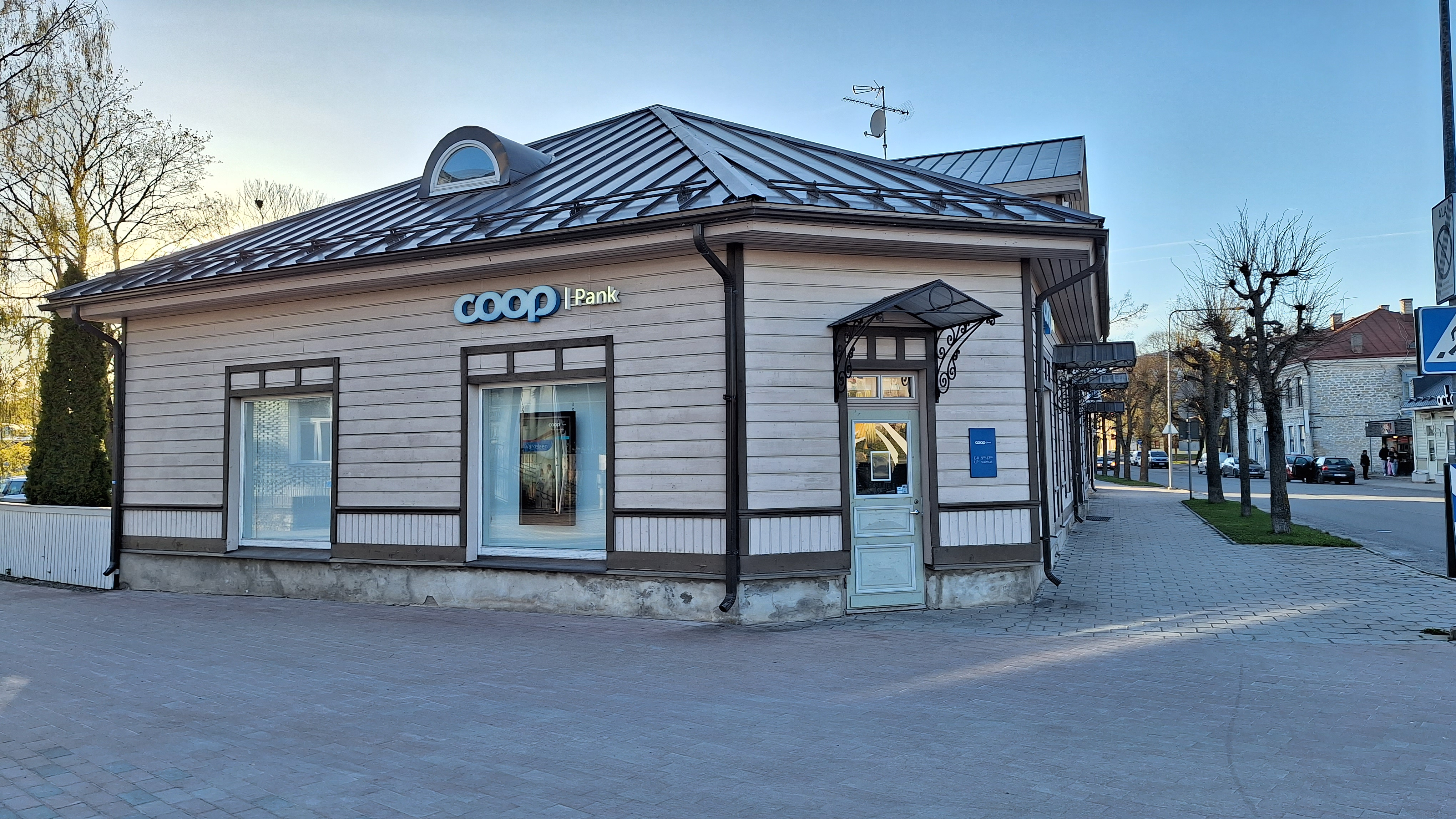
Coop Pank Filiale in Rakvere

Die Bank ist ausschließlich in ihrem Heimatmarkt Estland tätig. Dort unterhält sie neben ihrem Hauptsitz 12 weitere Niederlassungen. Sie ist seit 2017 die einzige Bank in Estland, die im Besitz von Konsumgenossenschaften sowie deren Kunden (Eigentümern) ist. Die Coop Pank ist hauptsächlich im Privatkundenbereich tätig und bietet Verbraucherkredite und Hypothekendarlehen an. Im Geschäftskundenbereich hat sich die Bank zudem auf Geschäftskredite sowie Leasingverträge spezialisiert.